# Supercupa României la handbal feminin 2014-2015
Supercupa României la handbal feminin 2014-2015 a fost a 5-a ediție a competiției de handbal feminin românesc care este organizată de Federația Română de Handbal (FRH) cu începere din 2007. Ediția 2014-2015 s-a desfășurat pe 19 august 2015, de la ora 20:00, în Sala Polivalentă din București. Câștigătoarea competiției a fost echipa HCM Baia Mare, acesta fiind al treilea trofeu de acest fel obținut de formația băimăreană, după Supercupele din 2013 și 2014. Cupa a fost înmânată Valentinei Ardean-Elisei, căpitanul echipei din Baia Mare, de căpitanul Laurențiu Șerban, erou al Armatei Române din Afganistan.

## Echipe participante
La ediția 2014-2015 a Supercupei României s-au înfruntat CSM București, câștigătoarea Ligii Naționale 2014-2015, și  HCM Baia Mare, câștigătoarea Cupei României 2014-2015.

## Dată
Supercupa României 2014-2015 s-a desfășurat pe data de 19 august 2015, în Sala Polivalentă din București. Întrecerea feminină a fost precedată de cea masculină, programată să se desfășoare în aceeași zi și în aceeași sală, între HC Minaur Baia Mare și ACS Energia Târgu Jiu.

## Bilete
Biletele au fost puse în vânzare pe data de 6 iunie 2015, prin intermediul magazinelor și site-urilor de profil. Începând din data de 17 august, ele au fost disponibile și la casele de bilete ale Sălii Polivalente. Prețul unui bilet a variat între 10 și 30 de lei, în funcție de sectorul din sală.

## Partidă
| 19 august 2015 DigiSport320:00 | CSM București                | 25 - 31 | HCM Baia Mare   | Sala Polivalentă, București Asistență: 2.000 Arbitri: Florescu, Stoia |
| 19 august 2015 DigiSport320:00 | Brădeanu, Manea, Rodrigues 4 | (12-15) | do Nascimento 7 | Sala Polivalentă, București Asistență: 2.000 Arbitri: Florescu, Stoia |
| 19 august 2015 DigiSport320:00 | 4× 3×                        | Cronica | 4× 3×           | Sala Polivalentă, București Asistență: 2.000 Arbitri: Florescu, Stoia |

## Marcatoare
Actualizat pe 19 august 2015
| Poz. | Nume                          | Echipă        | Goluri |
| ---- | ----------------------------- | ------------- | ------ |
| 1    | Alexandra do Nascimento (BRA) | HCM Baia Mare | 7      |
| 2    | Lois Abbingh (NED)            | HCM Baia Mare | 5      |
| 2    | Adriana Nechita (ROU)         | HCM Baia Mare | 5      |
| 4    | Aurelia Brădeanu (ROU)        | CSM București | 4      |
| 4    | Katarina Ježić (CRO)          | HCM Baia Mare | 4      |
| 4    | Oana Manea (ROU)              | CSM București | 4      |
| 4    | Ana Paula Rodrigues (BRA)     | CSM București | 4      |
| 8    | Deonise Cavaleiro (BRA)       | CSM București | 2      |
| 8    | Maria Fisker (DEN)            | CSM București | 2      |
| 8    | Melinda Geiger (ROU)          | HCM Baia Mare | 2      |
| 8    | Isabelle Gulldén (SWE)        | CSM București | 2      |
| 8    | Line Jørgensen (DEN)          | CSM București |        |
| 8    | Luciana Marin (ROU)           | HCM Baia Mare |        |
| 8    | Carmen Martín (ESP)           | CSM București |        |
| 8    | Gabriela Perianu (ROU)        | HCM Baia Mare |        |
| 16   | Valentina Ardean-Elisei (ROU) | HCM Baia Mare | 1      |
| 16   | Bianca Bazaliu (ROU)          | CSM București | 1      |
| 16   | Fernanda da Silva (BRA)       | CSM București | 1      |
| 16   | Laura Oltean (ROU)            | HCM Baia Mare | 1      |
| 16   | Ana Maria Tănăsie (ROU)       | HCM Baia Mare | 1      |
| 16   | Timea Tătar (ROU)             | HCM Baia Mare | 1      |
| 16   | Cristina Vărzaru (ROU)        | CSM București | 1      |